# Lalaine Vergara-Paras
Lalaine Vergara-Paras, född 3 juni 1987 i Burbank, Kalifornien, även känd som Lalaine, är en amerikansk skådespelerska och sångerska.

## Filmografi

### Film
- Promised Land
- Debating Robert Lee
- Her Best Move
- Royal Kill
- Easy A
- One Night Alone
- The Man with the Red Balloon
- Definition Please

### TV serie
- Borderline
- Annie
- Lizzie McGuire
- Express Yourself
- Buffy och vampyrerna
- You Wish!
- Disney 411
- All That
- What's Stevie Thinking?

### Web serier
- ElisaVictoriaTV
- Off The Clock
- Vanity Theft – VT Tour Diary
- Dream Journal
- Raymond & Lane
- Christy's Kitchen Throwback